# Meibomia wade
Meibomia wade là một loài thực vật có hoa trong họ Đậu. Loài này được (Vand.) Kuntze mô tả khoa học đầu tiên năm 1891.